# 多格拉语
多格拉语（ / ڈوگری ‬），巴基斯坦常称为帕哈里语（पहाड़ी / پہاڑی‬），是印度-雅利安语支的语言，大约有500万人作为母语。多格拉语分布于印度和巴基斯坦，主要地区包括查谟-克什米尔和喜马偕尔邦的查谟地区，在北方的旁遮普地区和克什米尔的其他地区也有分布。多格拉语的母语使用者被称为多格拉人，多格拉语的分布地区被称为杜加尔（Duggar）。多格拉语曾被视为旁遮普语的一个方言。和其他印欧语系语言不同，多格拉语是声调语言。
多格拉语有数种变体，它们之间的词汇相似度大于80%。在升格为独立语言之前，多格拉语在印度人口普查中被划为旁遮普语的方言。

### 书目
- Gopal Haldar (2000). Languages of India.  New Delhi: National Book Trust